# Jocs Florals
Els Jocs Florals, Jochs Florals, també anomenats Jocs de la Gaia Ciència, és un certamen literari instituït per primer cop al segle xiv a la cort provençal de Tolosa de Llenguadoc per a premiar el gènere poètic en llengua provençal. Inspirats en les festes celebrades a Roma en honor de la deessa Flora, aquests jocs medievals oferien una «violeta de fin aur» com a premi a la millor composició i altres premis honorífics, florals, la qual cosa va donar lloc al nom del certamen. El terme ha acabat esdevenint sinònim del concurs literari.

## Història dels Jocs
Els Jocs Florals fou un certamen literari instituït a Tolosa l'any 1323 per la Sobregaya Companhia dels Set Trobadors i que es va celebrar fins al 1484, on concorrien també trobadors i poetes catalans, entre els quals Joan Blanc, Jaume Rovira, Bernat de Palaol i Llorenç Mallol.
Després de diverses temptatives, el 1393, per desig del rei Joan I, el Consistori de la Gaia Ciència es va instaurar a Barcelona fins a la darreria del segle xv sota l'auspici dels monarques catalanoaragonesos. L'acte de lliurament de premis se celebrava al Saló de Cent, a l'Ajuntament de Barcelona.

### Jocs Florals de Barcelona

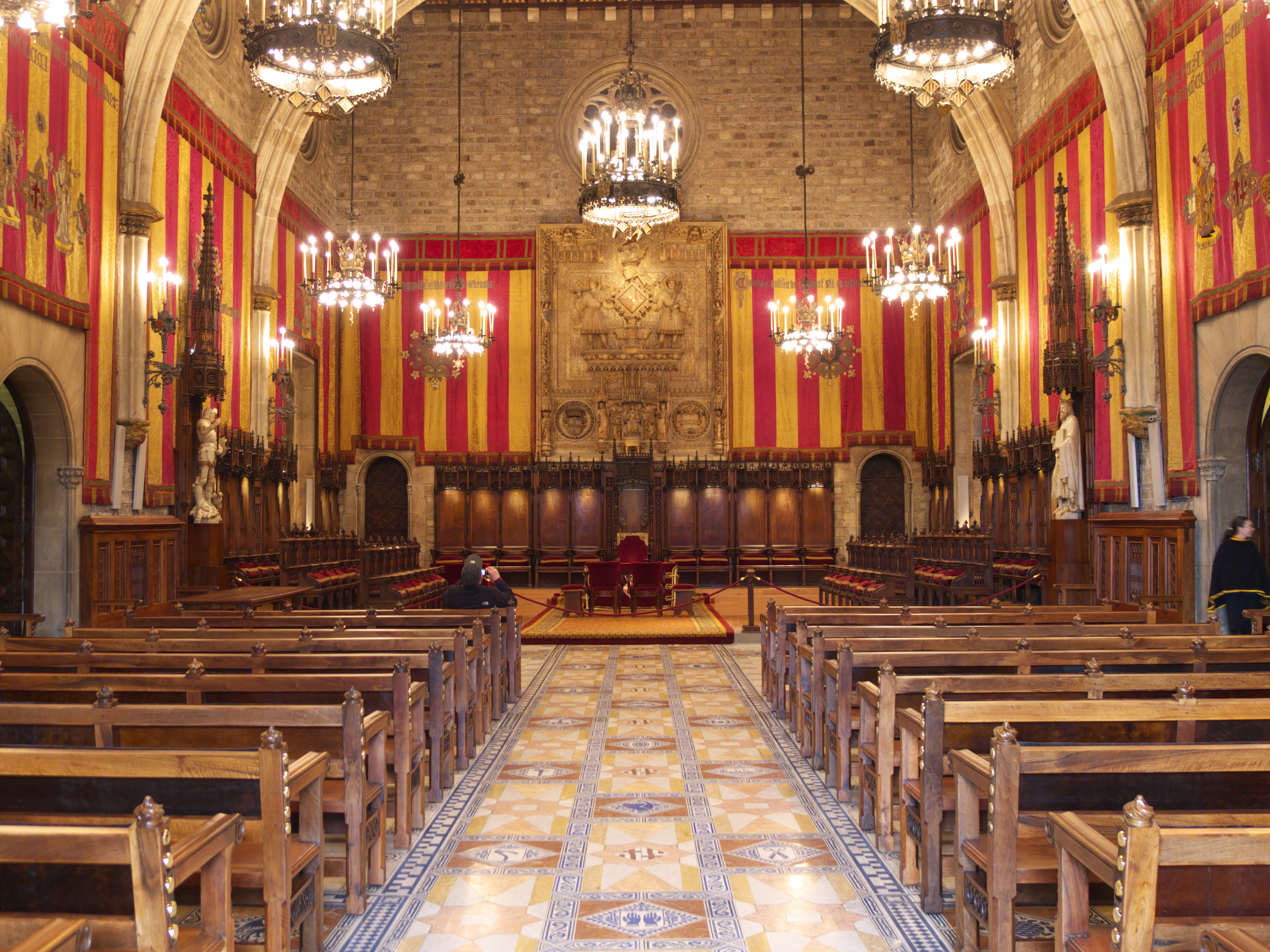
El Saló de Cent, lloc habitual de celebració dels Jocs Florals.

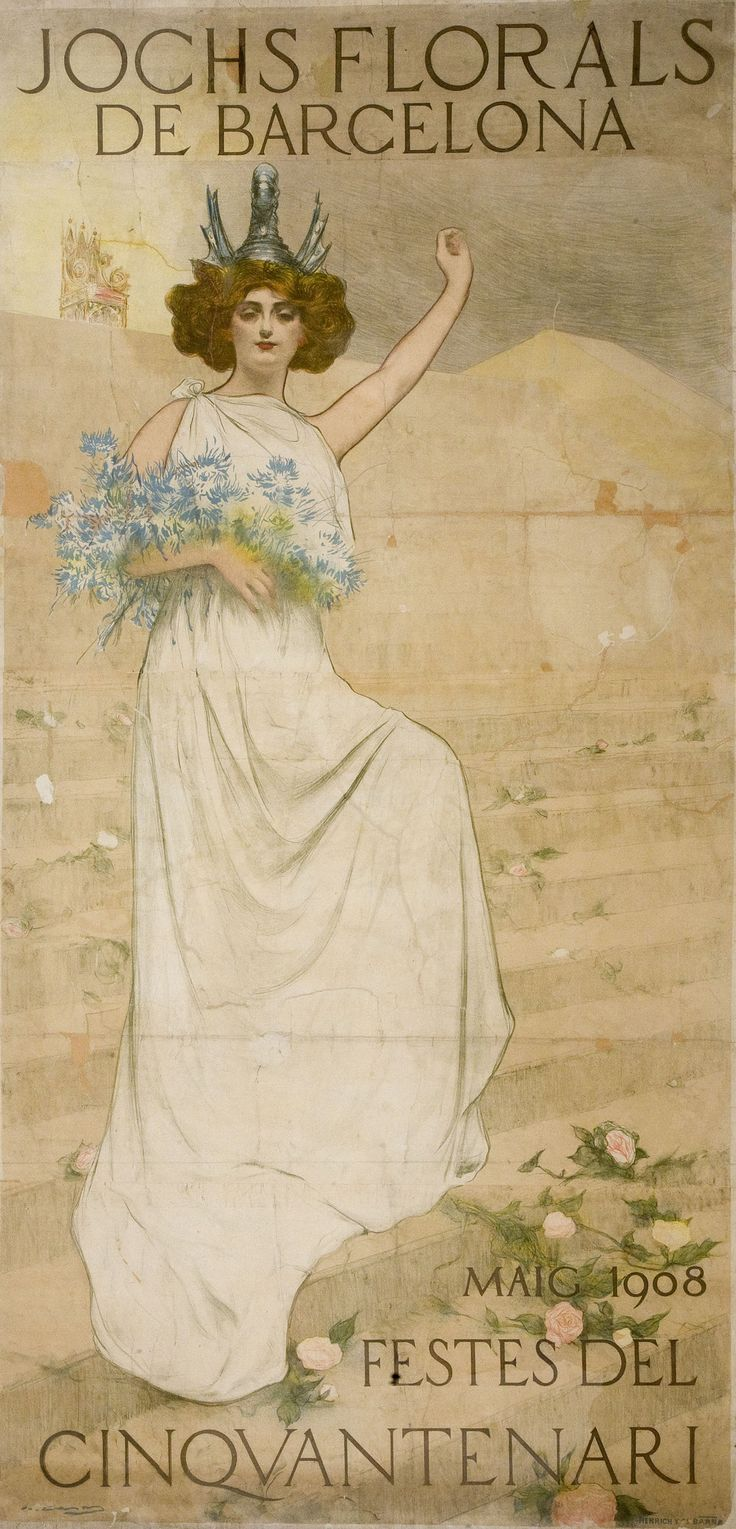
Cartell del cinquantenari dels Jocs Florals de Barcelona.

Ja al segle xix, els Jocs Florals de Barcelona van tornar a instaurar-se el diumenge 1 de maig de 1859 gràcies a les iniciatives d'Antoni de Bofarull i de Víctor Balaguer, amb el lema Patria, Fides, Amor, en al·lusió als tres premis ordinaris: la Flor Natural o premi d'honor, que s'atorgava a la millor poesia amorosa, l'Englantina d'or a la millor poesia patriòtica i la Viola d'or i argent al millor poema religiós. El guanyador de tres premis ordinaris era investit amb el títol de Mestre en Gai Saber. A més hi havia altres premis extraordinaris, com la Copa Artística, a la millor composició en prosa, o d'altres patrocinats per institucions o particulars.
Als primers Jocs Florals de Barcelona, un cop restaurats, s'hi presentaren 38 composicions i se celebraren amb un consistori presidit per Manuel Milà i Fontanals, i constituït pels prohoms del món literari de la Renaixençaː Rubió i Ors, Pons i Gallarza, Víctor Balaguer, Miquel Victorià Amer i Antoni de Bofarull. Isabel de Villamartín guanyà la flor natural amb el poema «Clemència Isaura».
Un gran sector dels intel·lectuals i dels polítics catalans donà suport als Jocs Florals i això contribuí al prestigi de la literatura catalana culta, al començament de la Renaixença. En aquest marc es manifesten posicions diferenciades respecte al model de llengua que havia d'imperar. Marià Aguiló defensa una primera via que prengui com a models els diversos autors de totes les formes dialectals; Antoni de Bofarull defensa models del segle xvi i XVII i el dialecte emprat a Barcelona i finalment, hi ha una tercera via que no disposa d'un defensor visible dins l'estructura dels Jocs i defensa un català barceloní del segle xix. Entre les dues darreres tendències hi havia moviments aproximatius. Hi ha crítics com Frederic Soler i el seu entorn que en la major part dels casos acabaran participant-hi.
Els Jocs aglutinen participants d'ideologies contraposades: republicans, conservadors i generacions més joves que s'hi van apuntant. Tota la diversitat ideològica es fa palesa als discursos realitzats en els Jocs, que s'han convertit en un referent per a l'estudi del debat intern i de l'evolució ideològica dels seus participants.
A la darreria del segle xix, els Jocs començaren a ser considerats una institució anacrònica i per això es produïren diversos intents de modernització. El més important fou el de Josep Carner i els seus amics l'any 1914, sense gaire èxit. El punt més polèmic fou la posició contrària a les noves Normes ortogràfiques de Pompeu Fabra promogudes per l'Institut d'Estudis Catalans. Els organitzadors dels Jocs no les acceptaren plenament fins al 1934. Irònicament, l'aparició, a instàncies de Lo Rat Penat, de les Normes de Castelló de 1932 fa que els Jocs Florals de València, promoguts per aquesta institució, acceptaren abans les normes fabrianes que els organitzadors dels Jocs de Barcelona.
Per altra banda, els Jocs van sofrir les conseqüències de la repressió anticatalana de la Dictadura de Primo de Rivera. El 1924 van haver-se de celebrar a Tolosa de Llenguadoc. El 1925 se'n va impedir la celebració, i en el seu lloc es va fer un homenatge en què els Mestres en Gai Saber llavors vius van escollir i votar els millors poemes del Mestres en Gai Saber difunts. Del 1926 al 1929 no es va poder celebrar la festa pública de lliurament de premis i es van haver d'entregar de forma privada al domicili dels presidents del Consistori. El certamen es va celebrar fins al 1936.

## Els Jocs Florals a l'exili
La guerra civil interrompé la celebració dels Jocs Florals de Barcelona, que quedaren prohibits durant la dictadura franquista. Es mantingueren en la clandestinitat, a l'interior del país, o bé a l'exili, on es reprengué la tradició amb el nom de Jocs Florals de la Llengua Catalana. Val la pena destacar que en la dotació de premis es tenia en compte els diferents territoris de parla catalana, mitjançant els anomenats Premis Territorials. Aquests incloïen el Premi Illes Balears, Premi País Valencià, Premi Rosselló, Premi Andorra (dotat pel Consell General de les Valls d'Andorra), el Premi Barceloneta (dotat pel Centre d'Estudis Algueresos d'Alguer), el Premi de l'Institut d'Estudis Catalans, entre d'altres... Des del 1941 es van celebrar aquests certàmens:
- 1941: Buenos Aires, Argentina
- 1942: Ciutat de Mèxic, Mèxic
- 1943: Santiago de Xile, Xile
- 1944: L'Havana, Cuba
- 1945: Bogotà, Colòmbia
- 1946: Montpeller, Occitània, França
- 1947: Londres, Anglaterra, Regne Unit
- 1948: París, França
- 1949: Montevideo, Uruguai
- 1950: Perpinyà, Catalunya Nord, França
- 1951: Nova York, Estats Units d'Amèrica
- 1952: Tolosa, Occitània, França
- 1953: Caracas, Veneçuela
- 1954: Sao Paulo (Brasil)
- 1955: San José, Costa Rica[12]
- 1956: Cambridge, Anglaterra, Regne Unit
- 1957: Ciutat de Mèxic, Mèxic
- 1958: Mendoza, Argentina
- 1959: Perpinyà, Catalunya Nord, França
- 1960: Buenos Aires, Argentina
- 1961: L'Alguer, Sardenya, Itàlia
- 1962: Santiago de Xile, Xile
- 1963: Montevideo, Uruguai[13]
- 1964: Perpinyà, Catalunya Nord, França
- 1965: París, França
- 1966: Caracas, Veneçuela[11]
- 1967: Marsella, Occitània, França
- 1968: Zúric, Suïssa
- 1969: Guadalajara, Mèxic
- 1970: Tubinga, Alemanya
- 1971: Brussel·les, Bèlgica
- 1972: Ginebra, Suïssa
- 1973: Ciutat de Mèxic, Mèxic
- 1974: Amsterdam, Holanda del Nord, Països Baixos
- 1975: Caracas, Veneçuela
- 1976: Lausana, Suïssa
- 1977: Múnic, Alemanya

## Restabliment dels Jocs Florals de Barcelona
El 1978, amb el restabliment de la democràcia, es van tornar a celebrar els Jocs Florals a Barcelona. I actualment, després d'un canvi de reglament el 1981 i d'una reforma el 1992, s'hi continuen celebrant.
El 2006 es va operar un canvi en els guardons, passant de tres o més guardons a concentrar-los tots en un sol, que des d'aleshores passà a dir-se "Premi de Poesia Jocs Florals de Barcelona", i el guardonat passà a anomenar-se "Poeta de la Ciutat de Barcelona".

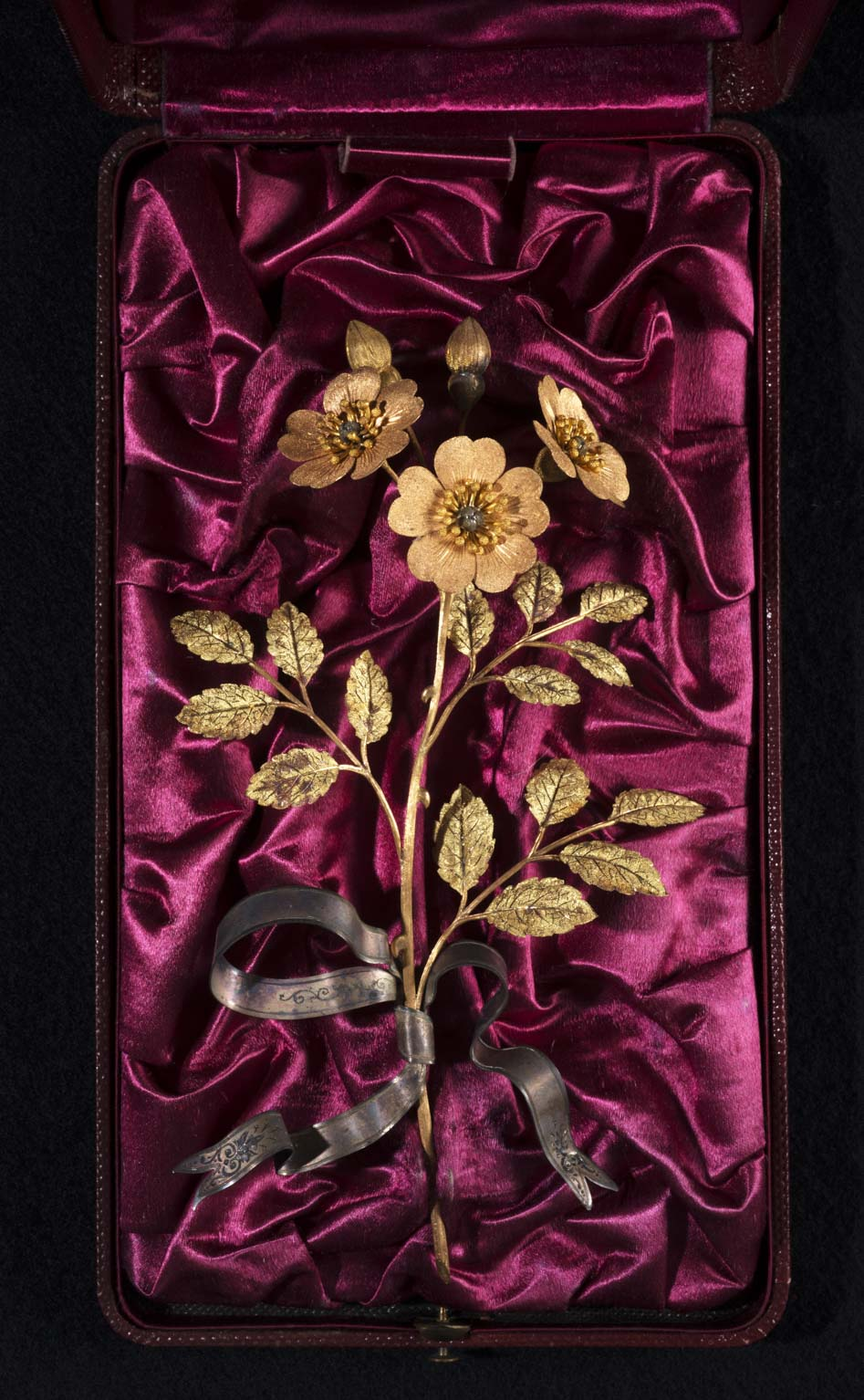
Englantina d'or. Premi dels Jocs Florals de 1888 a Francesc Matheu. Col·lecció del Museu d'Història de Barcelona.

El fons dels Jocs Florals de Barcelona es conserva a l'Arxiu Històric de la Ciutat de Barcelona. Comprèn les actes del consistori, correspondència i les composicions presentades a concurs, i abasta el període 1859-1982.

## Altres Jocs
Les diverses comarques i ciutats del país, els diferents barris i moltes institucions culturals organitzen els seus certàmens literaris, tot sovint amb el nom de Jocs Florals. A més dels que es detallen a continuació, consta que se'n van celebrar a la Cerdanya (1908), Lleida, Manresa o Mataró.

### Jocs Florals Escolars de Catalunya
El Departament d'Ensenyament convoca des de 2014 els Jocs Florals Escolars de Catalunya, una convocatòria adreçada als centres d'educació primària i educació secundària obligatòria, amb l'objectiu de potenciar i estimular l'expressió i producció escrita de nois i noies i fomentar una tradició cultural pròpia i ben arrelada al país.

### Jocs Florals de Girona
EIs Jocs Florals de Girona, que esdevingueren un dels actes més esperats de les Fires de Sant Narcís, tenen el seu precedent en el Certamen Literario, instaurat el 1872 per l'Asociación Literaria de Gerona, bilingüe, desaparegut el 1902; i també en els Jocs Florals anomenats popularment de l'Enderroch, creats el 1903 pel setmanari del mateix nom. Esdevingueren els Jocs Florals de Girona i es mantingueren fins a la Guerra Civil.
Al llarg dels anys foren presidits per Prudenci Bertrana, Maragall, Raimon Casellas, Ruyra, Costa i Llobera, Trinitat Aldrich. Eugeni d'Ors, Ignasi Iglesias, Puig i Cadafalch… I van ser premiats, entre altres: Jaume Bofill i Mates, Gabriel Alomar, López-Picó, Carme Karr, Maria Antònia Salvà, Llorenç Riber, Carles Riba, Clementina Arderiu, Joaquim Folguera, Xavier Montsalvatge, Miquel de Palol, Carme Montoriol, Ventura Gassol, Josep Lleonart, Simona Gay, Xavier Benguerel…

### Jocs Florals de València
L'origen dels Jocs Florals a València data de 1859, quan Teodor Llorente Olivares coneix Marià Aguiló, llavors bibliotecari de la Universitat de València. Aguiló, com a mentor, i Llorente i Vicent Wenceslau Querol, llavors companys d'estudis, en serien els impulsors. Els primers Jocs Florals es varen celebrar com a commemoració del quart centenari d'Ausiàs March, en format bilingüe i amb poca implicació de sectors benestants de la societat valenciana, la qual cosa va desplaure Marià Aguiló; els vencedors foren Víctor Balaguer i Teodor Llorente.

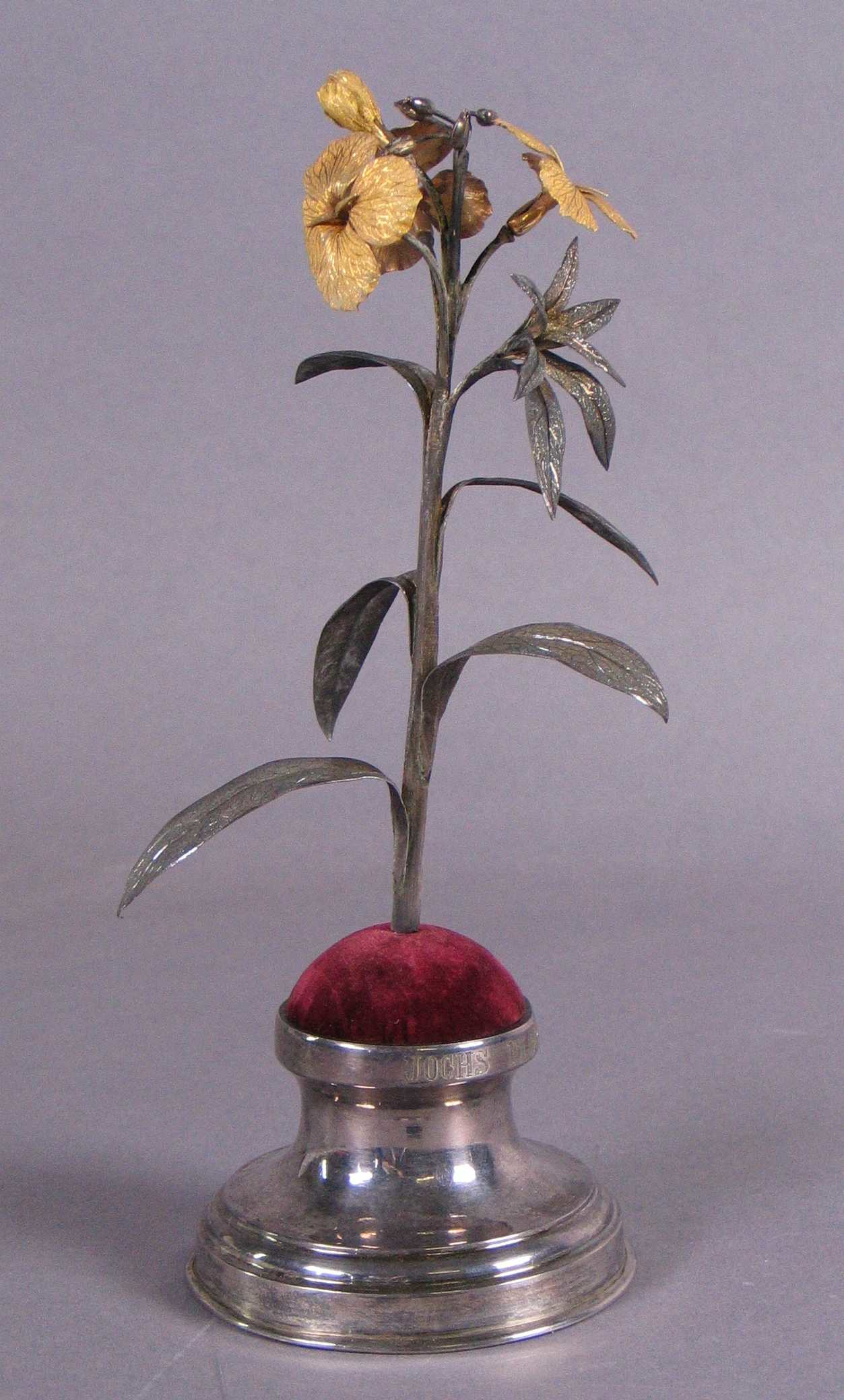
Viola d'or. Trofeu dels Jocs Florals de 1869, dels quals fou secretari Pere de Rosselló, que intercanvià cartes amb Jacint Verdaguer que es conserven. Col·lecció del Museu d'Història de Barcelona.

Els Jocs Florals de València es van reprendre l'any 1879, organitzats de forma continuada per Lo Rat Penat, que encara és la institució que els convoca cada any, amb menor repercussió cultural, però, que a finals del segle xix i principis del xx.

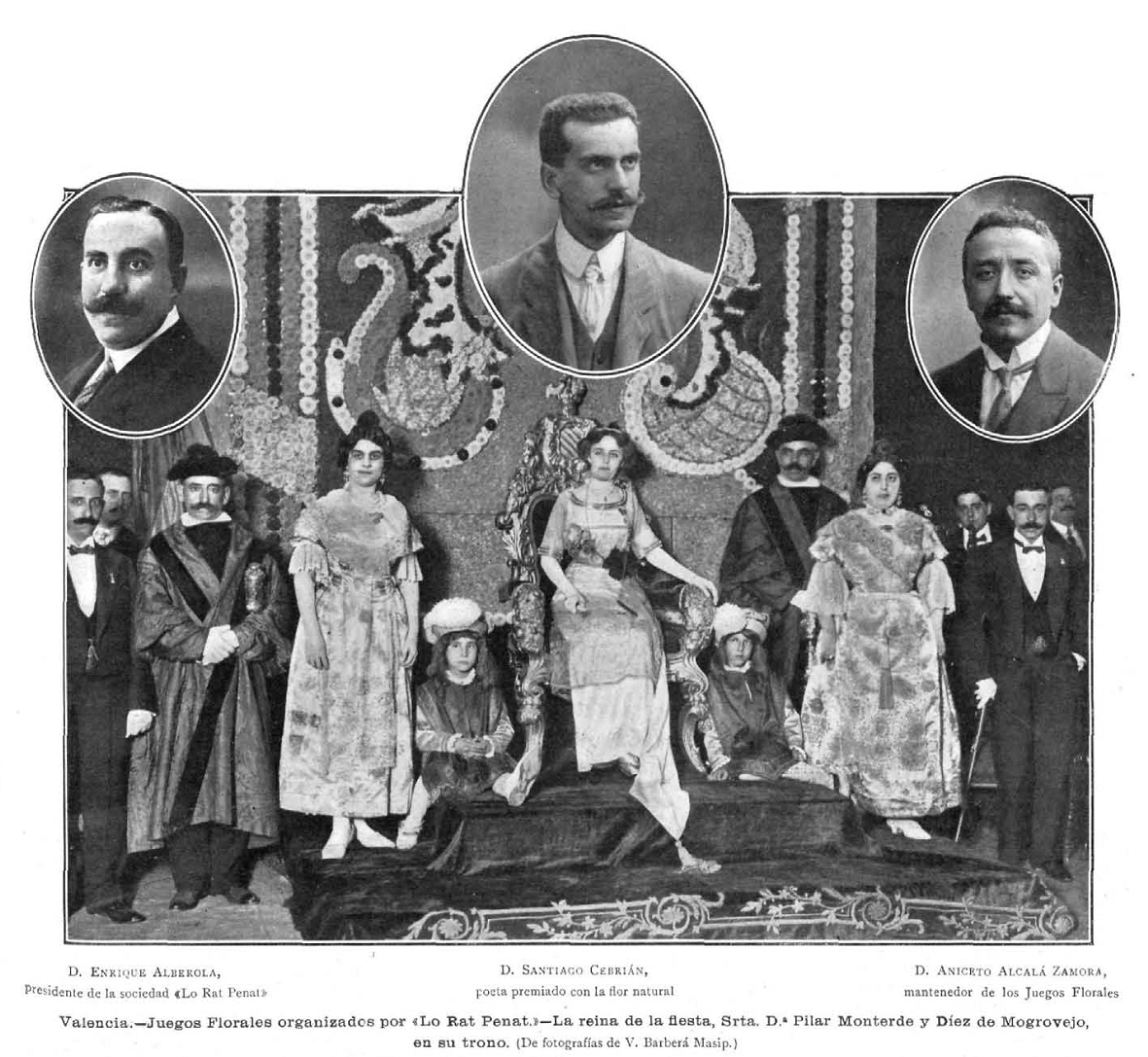
Jocs Florals a València, 1910.
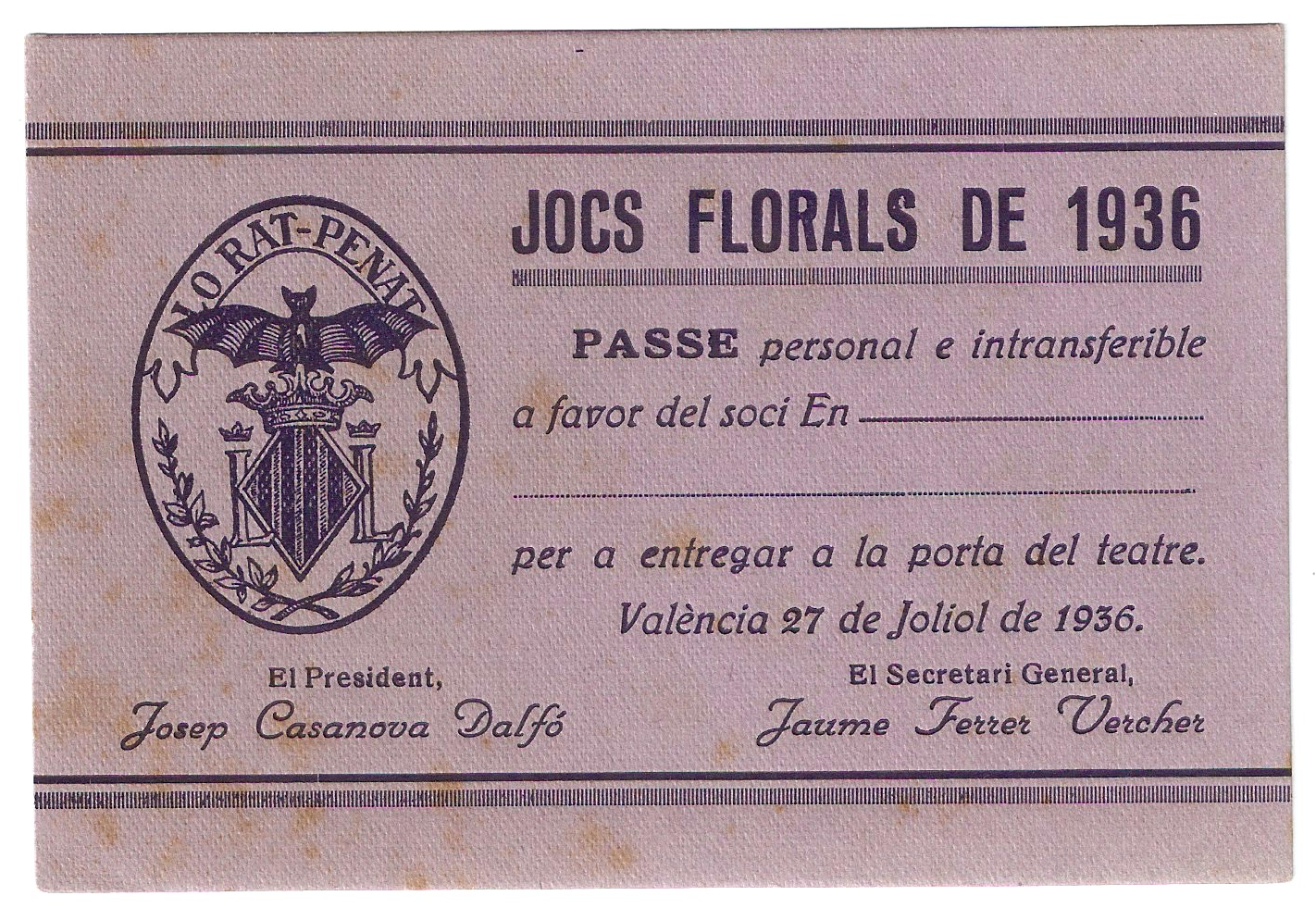
Passi per als Jocs Florals de 1936. Organitzats per al 27 de juliol, no arribaren a realitzar-se.

Els Jocs Florals de València actualment segueixen les secessionistes normes del Puig, contràries a les normes de Castelló, que adoptaven i adaptaven les de l'Institut d'Estudis Catalans (IEC) de Pompeu Fabra, recolzades avui per l'Acadèmia Valenciana de la Llengua (AVL). Aquest biaix ideològic, que considera el valencià com a llengua diferent del català, no impedeix que els Jocs Florals de València estiguen patrocinats per la Generalitat Valenciana, la Diputació de València, l'Ajuntament de València i l'Arquebisbat de València. Aquests jocs florals tenen la peculiaritat d'utilitzar indistintament tant el valencià com el castellà.

### Jocs Florals Internacionals
Els Jocs Florals de Barcelona i València van inspirar la celebració, a partir de 1908, dels Jocs Florals Internacionals, el concurs literari en esperanto de més prestigi abans de la Segona Guerra Mundial.

### Jocs Florals de Sants, Hostafrancs i la Bordeta
L'any 1877, divuit anys després de la restauració dels Jocs Florals de Barcelona, per iniciativa dels redactors de la revista Eco de Sans, Jacint Laporta i Mercader i Pere Riera Riquer, es van convocar els Jocs Florals de Sants, aprofitant la Festa Major de Sant Bartomeu. Els següents anys, els jocs florals els organitzaren entitats com l'Ateneu de Sants, entre 1878 i 1894, el Foment Català, entre 1894 i 1898, la Lliga de Contribuents, fins al 1910 o el Cercle de Sants, fins al 1923. Escriptors com Àngel Guimerà, Josep Maria Folch i Torres, Joaquim Ruyra, Conrad Roure, Bonaventura Bassegoda, Miquel Bleach, Ferran Aguiló o Enric Prat de la Riba hi van participar com a escriptors o com a membres del jurat. Entre 1923 i 1932, la dictadura de Primo de Rivera els prohibí i es recuperaren amb la República durant cinc anys més, fins a l'any 1937 en què la guerra els interrompé definitivament.
A Hostafrancs, els Jocs Florals tingueren una primera experiència amb els jocs infantils que l'entitat Sang Nova, amb seu al carrer de Vilardell, organitzà el 1902. En realitat es tractava d'un concurs de lectura i escriptura que es convertí en una festa literària dedicada a la mainada del barri, en aquell temps una populosa i urbanitzada part de la ciutat entorn de les fàbriques més importants, entre les quals l'Espanya Industrial. L'any 1907, l'escriptora Carme Karr fou una de les impulsores dels Jocs Florals d'Hostafrancs, ara sí certamen poètic i en prosa i que s'entregaren el dia 13 d'octubre. En aquests premis hi van concórrer autors de la talla de Joaquim Folch i Torres, Antoni Rovira i Virgili o Claudi Ametlla, i s'organitzaren al conegut local de «La Saleta». Les desavinences entre l'organització i la mateixa presidenta Carme Karr van fer que no es tornessin a celebrar. Els anys 1948 i 1949, la Comisión Oficial de Fiestas instaurà de nou uns Jocs Florals a Hostafrancs, associats a la Festa d'Homenatge a la Vellesa. Tenien un caràcter marcadament oficialista tot i que els seus impulsors foren dels hostafranquins més notables de mitjans de segle: Maria i Jordi Gol, Antoni Sau o Joan Pelegrí. Hostafrancs tornà a celebrar Jocs Florals entre el 1962 i 1974 a iniciativa d'Emili Sau, Antoni Garcia i Palacín o Josep Maria Gonzàlez-Cúber. Aquests Jocs Florals de l'Àngel Custodi s'entregaven aprofitant la Festa Major i la festivitat del patró de la barriada a la sala de Plens de l'Alcaldia. Per primera vegada, els premis tenien una dotació econòmica important. Més de quaranta mil pessetes sumaven el conjunt de premis, durant els quals s'escollien també les Reines dels Jocs Florals. Les principals autoritats civils i militars de Barcelona assistiren durant aquests anys als Jocs Florals de l'Àngel Custodi, que l'any 1971 se celebraren al Saló de Cent de l'Ajuntament de Barcelona, aprofitant el cinquè centenari de la devoció de Barcelona al Sant Àngel Custodi.
A la Bordeta, en canvi, no hi ha constància de l'existència de Jocs Florals durant la Festa Major. La Bordeta va esdevenir un barri densament poblat però amb una tradició festiva i cultural més escadussera que els seus barris veïns. Tanmateix, entitats com la Societat Coral La Floresta, una de les impulsores de la reinstauració dels nous Jocs Florals, amb seu precisament al carrer dels Jocs Florals, organitzà durant una colla d'anys vetllades literàries i musicals en les quals s'entregaven premis poètics i s'escollien també Miss Bordeta, que venia a ser la substituta de la Reina dels Jocs Florals.
L'any 2010, a partir de la iniciativa del periodista Albert Torras i Corbella, i les entitats Societat Coral la Floresta, la Federació d'Associacions i Comissions de Carrers de la Festa Major de Sants, la Federació d'Associacions, Entitats i Comissions d'Hostafrancs, les Comissions de la Festa Major de la Bordeta, amb el suport del Districte de Sants-Montjuïc i el Secretariat d'Entitats de Sants, Hostafrancs i la Bordeta van recuperar els Jocs Florals de Sants, Hostafrancs i la Bordeta, agermanant els tres barris.

### Jocs Florals de Calella
Els Jocs Florals de Calella són un certamen literari de llarga tradició celebrat a la ciutat de Calella (Maresme). Amb origen l'any 1908, el certamen busca promoure la creació literària en català i enfortir el vincle cultural de la ciutat amb la poesia i la prosa. En l'actualitat, se celebren anualment com un esdeveniment destacat en el panorama literari català.
Els primers Jocs Florals de Calella van tenir lloc el 24 de setembre de 1908, organitzats per diverses entitats locals. L’acte es va celebrar a la fàbrica Vapor Vell i va rebre 292 composicions literàries. Entre els guardonats destacaren figures com Josep Carner.
Després d'un llarg període d'interrupció, els Jocs Florals van ressorgir amb les edicions de 1917 i 1918, organitzades per la Societat Cultural Benèfica de la Joventut Obrera i el Casino Calellenc, respectivament. Altres edicions significatives van tenir lloc el 1934, durant la Segona República, i el 1965, en commemoració del IV Centenari de la consagració de l'Església Parroquial de Calella.
L'any 1979, gràcies als exalumnes de l'Escola Pia de Calella, es va reprendre la tradició amb la celebració de la sisena edició. Des de 1989, sota la iniciativa dels Amics de la Poesia de Calella, els Jocs Florals se celebren anualment, de manera continuada, fins a l’actualitat.
Els Jocs Florals de Calella inclouen els premis clàssics: Flor Natural, Englantina i Viola, però a partir dels anys 90 del segle xx, es van introduir premis propis com el "Maria Cardona," dedicat a temes específics, i "La Llopa," enfocat en la poesia juvenil, entre d'altres. La incorporació de categories per a prosa poètica també ha enriquit el certamen.
Històricament, el certamen ha comptat amb la participació de figures destacades com Josep Maria de Sagarra - a qui els Jocs calellencs varen homenatjar l'any 2018 - i Salvador Sunyer, entre altres poetes rellevants, així com per donar suport a nous talents literaris. A més, ha esdevingut un element destacat en la promoció de la cultura catalana, i un símbol de la identitat local que ha sabut preservar la seva essència i adaptar-se al pas del temps.

### Jocs Florals de Vallcarca
El 2022, el col·lectiu La Tangent va convocar uns Jocs Florals a Vallcarca i els Penitents. El lliurament de premis va tenir lloc el 23 d'abril, per Sant Jordi, a la plaça de la Pastora.